# Eddyville (Kentucky)
Eddyville es una ciudad ubicada en el condado de Lyon en el estado estadounidense de Kentucky. En el Censo de 2010 tenía una población de 2554 habitantes y una densidad poblacional de 125,86 personas por km².

## Geografía
Eddyville se encuentra ubicada en las coordenadas 37°4′32″N 88°4′30″O / 37.07556, -88.07500. Según la Oficina del Censo de los Estados Unidos, Eddyville tiene una superficie total de 20.29 km², de la cual 17.87 km² corresponden a tierra firme y (11.95%) 2.42 km² es agua.

## Demografía
Según el censo de 2010, había 2554 personas residiendo en Eddyville. La densidad de población era de 125,86 hab./km². De los 2554 habitantes, Eddyville estaba compuesto por el 83.71% blancos, el 13.86% eran afroamericanos, el 0.16% eran amerindios, el 0.31% eran asiáticos, el 0.04% eran isleños del Pacífico, el 0.51% eran de otras razas y el 1.41% pertenecían a dos o más razas. Del total de la población el 1.53% eran hispanos o latinos de cualquier raza.